# Doddanetagunte, Gubbi
Doddanetagunte là một làng thuộc tehsil Gubbi, huyện Tumkur, bang Karnataka, Ấn Độ.